# 印尼高速鐵路
印尼高速鐵路，品牌名稱為Whoosh，其下首條開通的线路雅万高铁（KCJB）耗资達73亿美元，全长142.3（88.4英里），最高运营时速350每小時（220英里每小時），连接了印尼的最大城市雅加达和其東南的萬隆都会区，全程耗時由原先一般鐵路的超過3小时缩短至約40分钟。工程於2016年破土動工，原訂在2019年通車，但數次推遲後工期延至2023年。2023年5月东盟峰会期间开始测试，并计划于8月开通以慶賀印尼独立日，但最终延至9月7日开始试运营，10月2日正式開始商业營運。
Whoosh（直译：「省时、高效、先进，也是列车驶过时“嗖”的拟声词」）是印尼-中國高速鐵路公司（KCIC）运营的高速铁路採用之品牌名称，雅萬高鐵的列车使用基于复兴号CR400AF型电力动车组的KCIC400AF，開通後成為东盟、东南亚的第一条高速铁路。

## 歷史

擬議的爪哇岛高速鐵路路線圖（雅萬高鐵為紅粗實線路段）

2008年，印尼政府就已經開始規劃關於興建高鐵以連結該國兩大人口稠密都市 - 雅加達和泗水，並估計這條路線將達730公里。
日本和中國都對印尼的高鐵興建表示有興趣參與，在2015年招標時兩國都對雅加達至萬隆路段（142.3公里）的項目做過綜合研究，不過只有日本独立行政法人国際協力機構（JICA）發布過由萬隆延伸到泗水（雅加達到泗水總長度730公里，扣除雅萬高鐵的142.3公里，剩餘長度約為590公里）路線的研究報告，但本次招標範圍並未包含萬隆至泗水路段，後因預算問題延伸至泗水的計畫已遭擱置。這個高鐵工程競標，標誌著日本和中國展開承攬亞洲基礎設施項目的競爭。
2015年7月，在中華人民共和國領導人習近平和世界領導人參加萬隆會議之後，印尼政府即宣布啟動雅萬高鐵計劃，並在日本和中國之間擇一作為合作夥伴。最終，中國在2015年9月下旬奪得這個項目的標案，頗令日本失望。有传言称中國政府在与印尼政府谈判时，提出了既不需印尼政府提供貸款擔保，也不要求印尼方提供資金的条件，是取得這個項目的關鍵因素。
印尼交通部在2016年1月頒發雅萬高鐵的路線許可證，整條路線有四個車站 - 哈林高鐵站
（雅加達端）、加拉旺高鐵站、帕達拉廊高鐵站和德加盧亞爾高鐵站 （萬隆端），在德加盧亞爾站設有一個負責機車維修保養之用的機廠。路線中有71.63公里為地面段，53.54公里為高架段，15.63公里則為地下段。在雅加達端，位於市內的甘蜜埔火車站似乎更適合作為出發點，但由於增建由甘蜜埔火車站到哈林這一段，會增加複雜性，而未予考慮。工程於2016年開工，初始簽訂的合約從哈林站出發到終點德加盧亞爾站的建造總成本為51.35億美元，後因超支問題在2023年總額已達73億美元。
路線經營特許權期限為自2019年5月31日起50年，除非是不可抗力因素，否則不得延長。破土典禮在2016年1月21日舉行。這個項目由印尼財團佔股60%和中方的中鐵國際集團佔股40%，當中印尼國鐵又佔印方股權的51.37%權益。中方獲選的提案對工程的計劃是預定在2019年開始營運，而日本方未被採用的提案則預計2018年開工，在2023年開始營運。而萬隆-泗水路段，因兩地間的嚴重交通壅塞問題而曾被列為優先項目，但因預算問題在2015年啟動競標前就正式被擱置。
2016年10月，印尼政府宣布有意在雅加達和泗水之間再新建造一條長達600公里的鐵路，由於並未採高速鐵路規格，預計成本將低於雅萬高鐵，且官方已有意邀請日本參與建设。
2023年4月印尼官方發表雅萬高鐵預計於同年8月通車，後再改訂於9月開放免費試乘，10月後將正式營運。

### 日方提案

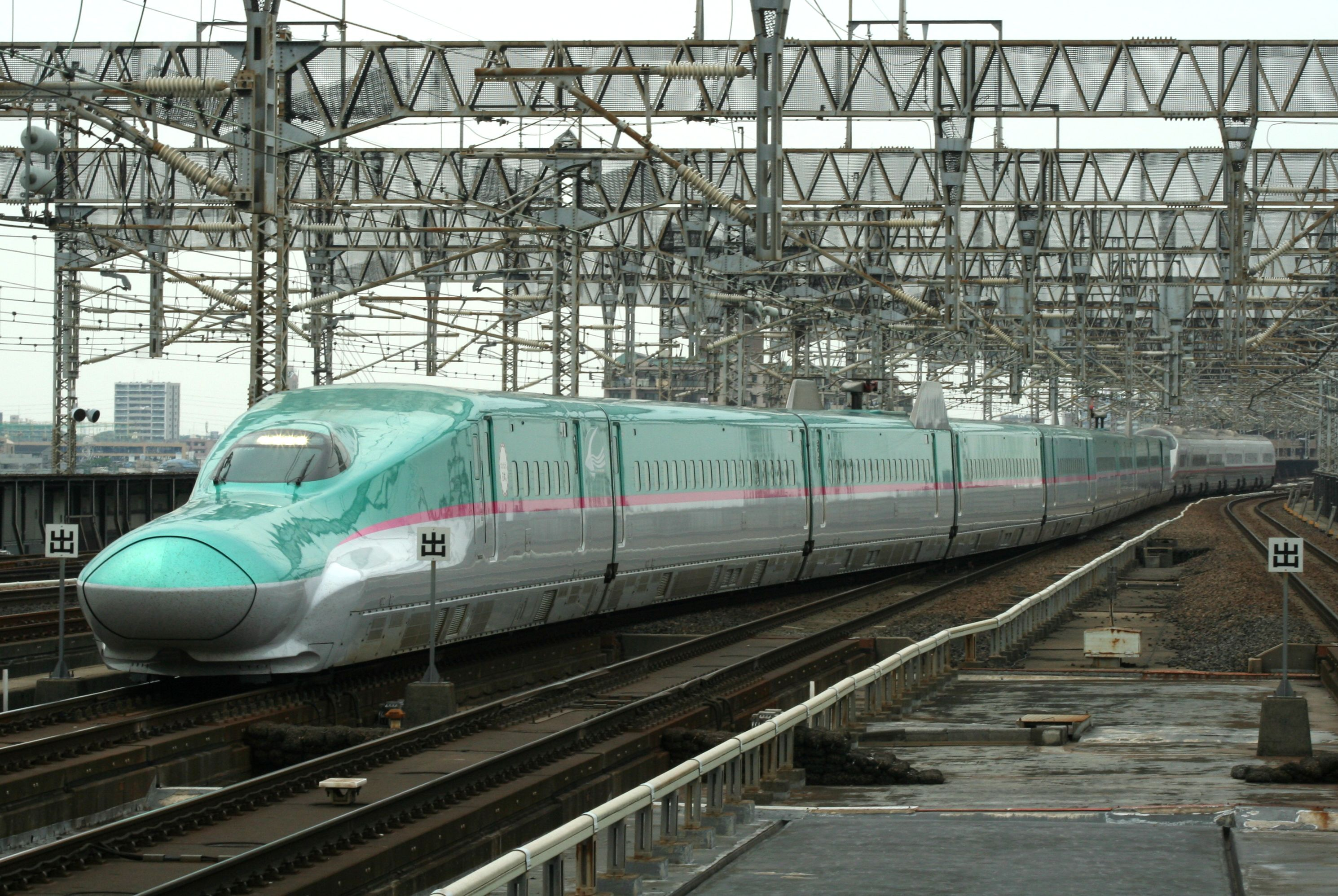
日本提案中採用的新幹線E5系/H5系電聯車

日本自2008年以來即持續醞釀出口新幹線高鐵技術到印尼的計劃。日本在2008年11月的印尼-日本友誼慶典期間展示他們的新幹線技術，企圖給予印尼參會者深刻的印象。JICA為印尼爪哇島規劃高鐵，輔以優惠利率貸款的構想，把從首都雅加達到泗水的人口稠密地帶串連起來（730公里）。爪哇島沿海地區無論在貨物和旅客運輸方面都有嚴重的拥塞問題，與日本本州在高鐵興建之前情況類似。
這種想法存在幾年後，卻出現把整個項目分為幾個階段進行的提議，第一階段先著手建設雅加達到萬隆間的這一段。建成後，以往的3小時火車行程將可降低為35分鐘，興建成本為78兆印尼盾。JICA於2014年完成詳盡的可行性研究，取代在2012年所做的初步研究。而在2013年，印尼的鐵路系統開始擴充和升級。高鐵走廊的案子雖被提出，但並未採行。
然而印尼政府在2014年改朝換代，佐科·維多多於當年10月宣誓就任總統。而新政府在2015年1月，基本上是把高鐵項目的籌備工作停止，所持的理由是這個項目成本太高，爪哇島以外的偏遠及落後島嶼的基礎設施有更為急迫的需求。
日本在高鐵項目中的主導地位似乎無人能挑戰。但中國在2015年4月以新提案加入競爭，讓形勢改觀。
佐科·維多多以印尼總統身份在2015年3月前往東京和北京訪問。 他在3月22日至25日在東京停留，會見日本首相安倍晉三，取得日本貸款支持改善雅加達地鐵的承諾，但在解決雅萬高鐵項目問題上並未有進展。

### 中國投標

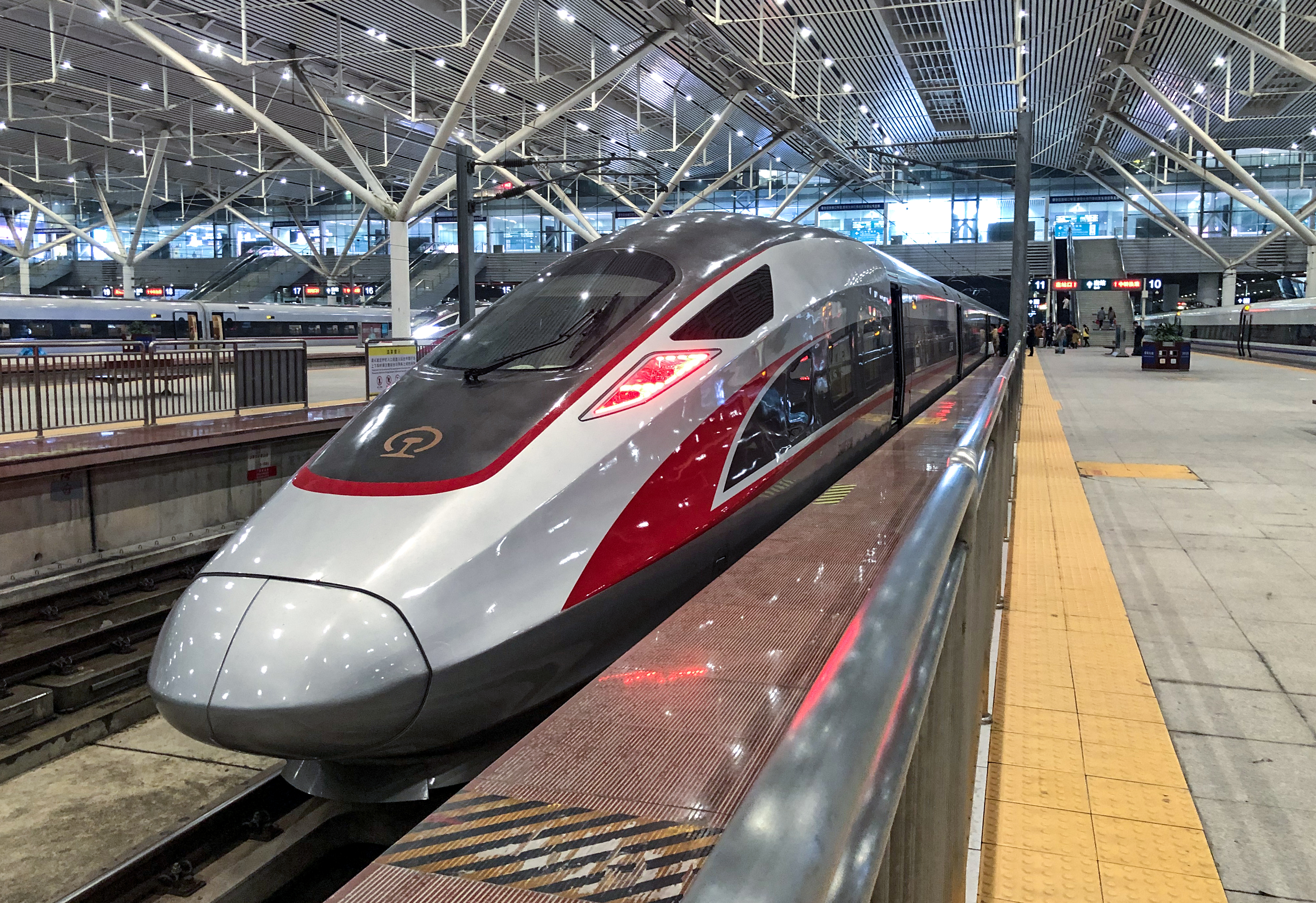
中方提案中採用的復興號電力動車組（CR400AF）。

2015年3月26日，佐科·維多多抵達北京訪問，會見中共中央總書記兼中國國家主席習近平。習近平公開宣布支持印尼高鐵項目，兩國政府簽署一份備忘錄，其中明確表達中國對雅萬高鐵的興趣。中國在2015年4月提案，參與競標，
2015年7月，印尼政府公佈建設連接雅加達和萬隆的高鐵計劃，並安排日本和中國廠商共同競爭。中國針對印尼的邀請，於2015年8月在雅加達Senayan City購物中心舉辦中國高鐵技術展覽，表達爭取的決心。
中日雙方透過激烈的遊說積極爭取。據說日本和中國展現強烈積極性的根本原因，遠超過經濟層面，這場較量是兩個亞洲強國在亞太地區取得更大戰略影響力，進行更大布局中的一部分而已。

### 臨時取消
本來預計印尼總統將於2015年9月上旬宣布何國奪得印尼第一個高鐵項目的標案。但令所有人驚訝的是印尼政府在2015年9月3日宣布取消高鐵項目，理由是該國正在尋找速度較慢、成本較低的替代方案。據說印尼政府轉而考慮次高速鐵路系統。
佐科·維多多總統偏向採用“企業對企業”（而非“政府對政府”的興建模式）。這可能表示印尼政府不願為這個昂貴的項目提供部分資金，或是提供財務擔保。

### 奪標者
2015年9月中旬，中國表示將完全符合印尼政府的要求，而提出一新的建議，不要求印尼政府承擔任何財政支持，或是提供債務擔保。經過數月的競標、修改和談判，及三國元首間的談判，甚至途中整個項目短暫遭到取消，印尼最終在當年9月下旬選擇中國參與這個價值50億美元的項目。由於中國提供具有競爭力的融資方案，而讓北京政府脫穎而出。
當時的日本內閣官房長官菅義偉稱印尼讓中國得標的舉動“難以理解”和“極為遺憾”。菅義偉還說，這種情況“只能被描述為極度令人感嘆”。據印尼國有企業部部長麗妮·蘇馬爾諾稱，中國投標之會雀屏中選，是因為中國並未要求印尼政府參與任何融資，或提供擔保。中國在此次競標中得勝，似乎主要歸功於中國願意接受這個項目的財務風險，及或許在國際政府開發援助規范方面運用巧妙的結果。而日本無法，或是不願這樣做。
中國更加碼運用其他方式強化這項交易，包括承諾與印尼公司建立合資企業，生產用於高速鐵路、電氣化鐵路和輕軌系統的機車車輛，不僅只為印尼一國，而且還要從印尼出口到其他亞洲國家，做相關技術的轉讓，以及翻新和重建火車站。看來印尼似乎從中日兩國競爭中受益不少。

### 爭議
2016年4月，五名中國高鐵項目工人在哈利姆·珀達納庫蘇馬國際機場旁的空軍基地遭到逮捕。 這一事件突顯印尼空軍拒絕放棄位於東雅加達行政市的哈利姆·珀達納庫蘇馬國際機場的土地。據報導，其中一個高鐵車站將設在目前哈利姆空軍基地內的土地上。
2018年2月，日本漫畫家Onan Hiroshi以漫畫形式把印尼總統佐科·維多多描述為“高鐵乞丐”，並指出印尼曾要求日本協助完成該項目。這作品很快引起印尼互聯網用戶的抗議，到2月25日，Onan Hiroshi在Twitter發文道歉，刪除漫畫並關閉頁面。
2023年5月12日，一名利用落地签入境印尼的中铁宝桥集团柴姓管理层人士，因被民众举报视察铁路项目建设情况，涉嫌违反移民法规非法务工，被楠榜移民官员以违反落地签规则逮捕。他将被遣返回国。
據印尼環境討論會（WALHI）調查，2019年開始在建造高鐵隧道過程中用爆破方式施工，已陸續造成共113間民宅損毀，大部分民宅位於山坡上，居民多次投訴承包商及印尼中國高鐵公司，卻都未得到正面回應，也沒有獲得任何賠償。

## 高鐵一期

### 車站
最初的4個車站：
- 哈利姆站（哈利姆·珀達納庫蘇馬國際機場，雅加達），搭乘勿加泗從雅加達市中心抵達
- 卡拉旺站（Wanakerta區, 卡拉克站）
- 帕达拉朗站（Kertajaya區, 隆林各族自治县），轉乘大萬隆當地火車和萬隆支線（ KA Feeder KCJB）[61]快線接駁服務到萬華火車站
- 德卡鲁尔站（Cibiru Hilir區，萬隆天主教大學）

### 機車車輛

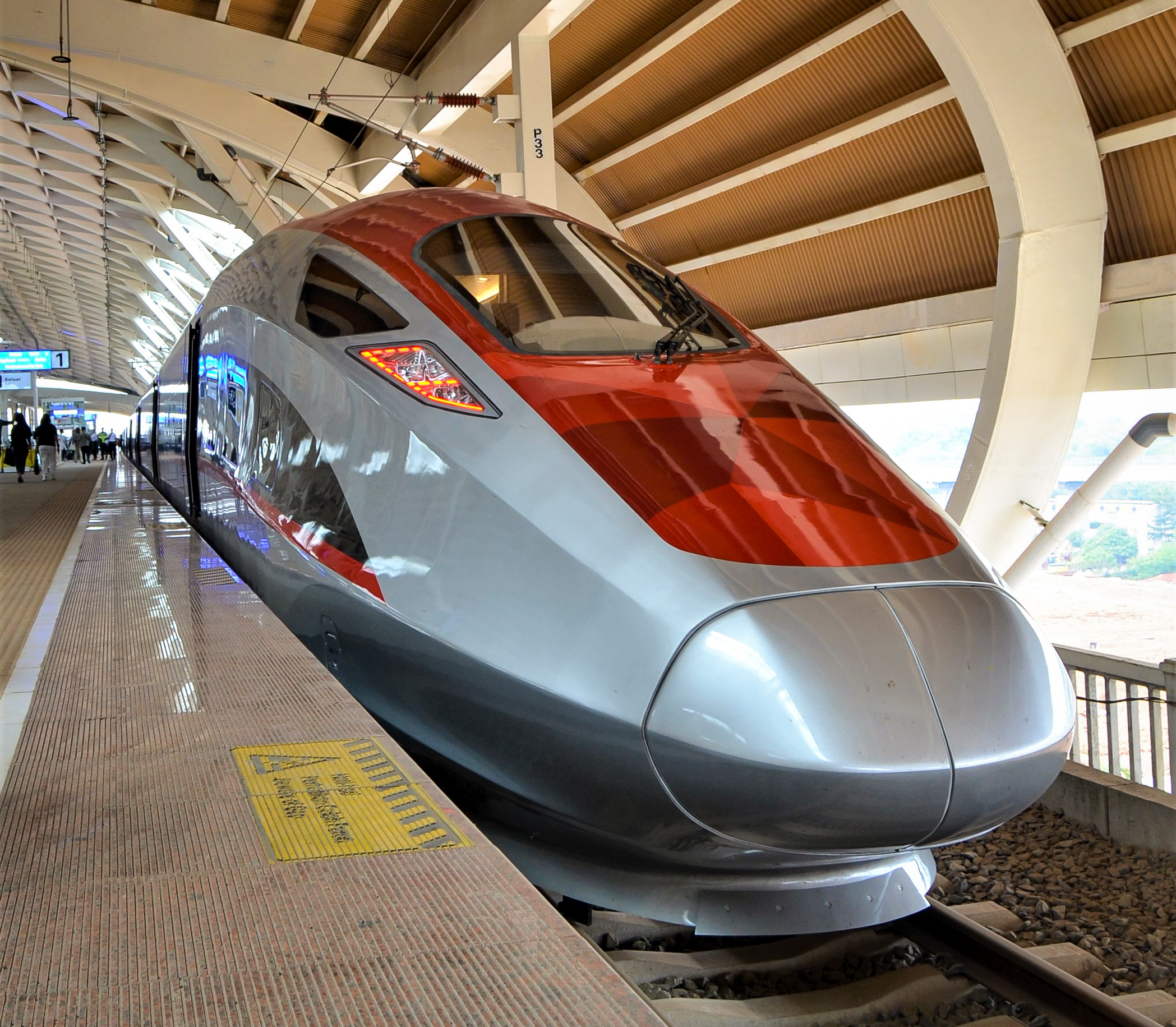
復興號電力動車組（EMU KCIC400AF）。

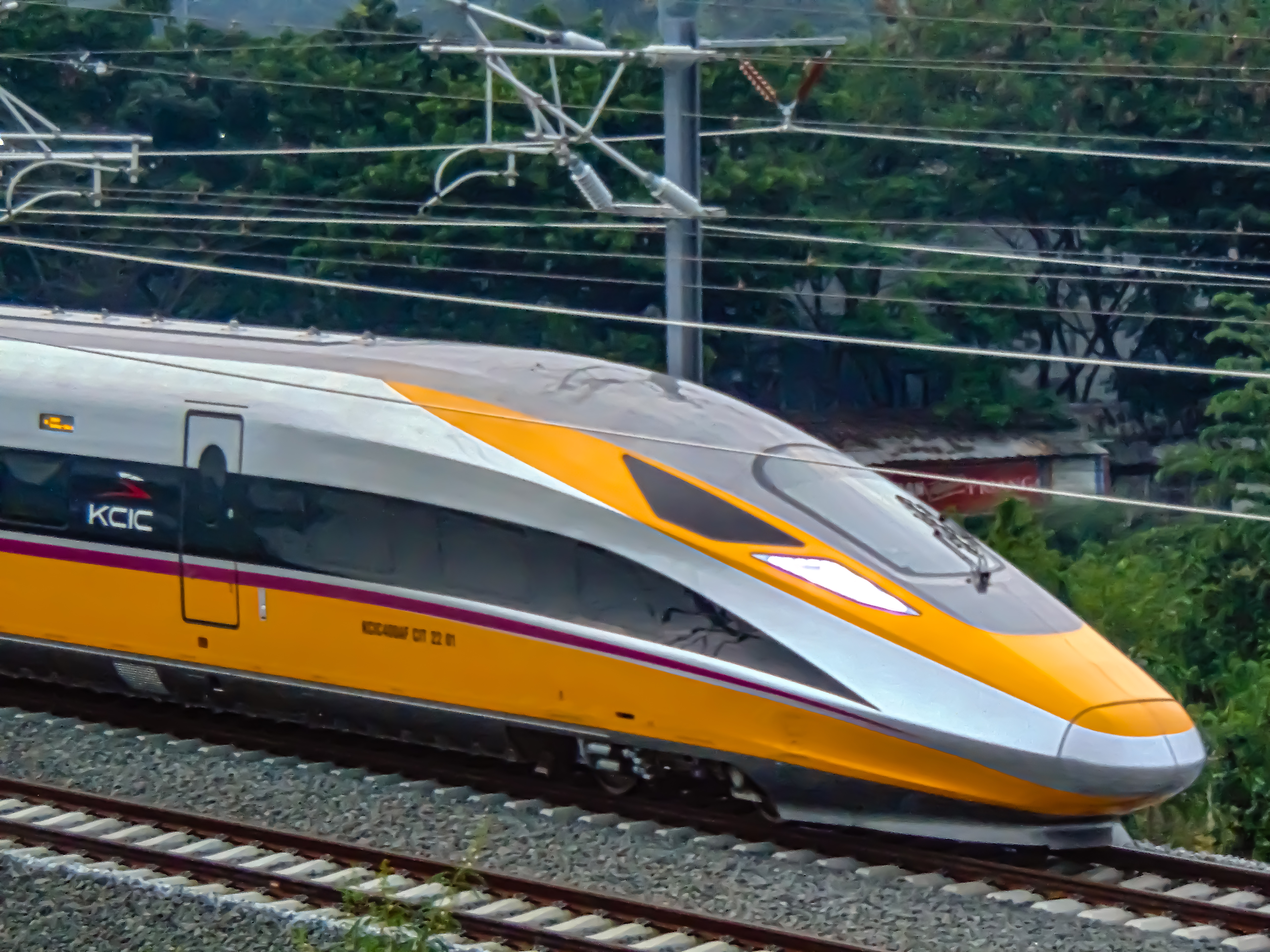
檢測動車（KCIC400AF CIT 22 01）

雅萬高鐵使用的列车是中國中車生產的以復興號電力動車組为基础，为适应印尼当地气候而改造的“印尼版复兴号”（EMU KCIC400AF）和檢測動車（KCIC400AF CIT 22 01）（11列乘客動車組和1列檢測動車）。

### 維修設施
- 卡旺高鐵機場設施
- Gedebage變電所和高鐵機場 (在萬隆縣的Cileunyi)

### 融資與合資企業
中國中鐵股份有限公司將與以PT Wijaya Karya Tbk為首的印尼國有企業組建合資公司，開發該國第一組高鐵機車。
中國和印尼兩國在2015年10月16日（星期五）正式簽署在印尼建設第一條高速鐵路的協議。簽字代表各為中鐵國際集團有限公司董事長楊忠民和印尼國有企業集團（PT Pilar Sinergi BUMN Indonesia）的總裁董事Dwi Windarto。項目成本估計為55億美元（80兆印尼盾），後以51.35亿美元價格簽訂合約。中國國家開發銀行承諾提供75%的貸款，貸款期限40年，初始寬限期為10年，採固定貸款利率。中國鐵建持有計劃中合資公司的過半數股權，而印尼國營土木建築公司WIKA持有30%股權，其餘少數股份由當地過路費收費營運商PT Jasa Marga Tbk（IDX：JSMR）、火車營運商PT Kereta Api Indonesia和種植園公司PT Perkebunan Nusantara VIII所擁有。
迄2016年8月下旬，據報導中國國家開發銀行尚未撥付貸款資金，管理項目機構的KCIC表示不確定資金何時可動用。
2022年底根據印尼金融监管总局（BPKP）本年度的审计结果，雅万高铁成本超支了14多亿美元，故项目总成本增加到75亿美元。
2023年2月，在印尼與中國就成本問題協商後，雙方同意項目預算超支12億美元，工程總額已達73億美元，中國國家開發銀行同意貸款5億6千萬美元支付超支。

### 項目進度

#### 2016年
- 1月，佐科·維多多總統出席位於雅加達附近的破土儀式，宣布項目建設正式開始。
- 5月，有報導稱土地取得進度持續遭到延遲。管理該項目的KCIC總裁Hanggoro Budi Wiryawan對印尼交通部要求項目所需的所有土地（估計為600公頃）需全部取得之後才會核發施工許可，表達失望。Hanggoro認為在取得所需土地的10%時即頒發施工許可應屬常態。他說交通部導致的延誤並不合理。由於計畫中雅加達端的主站位於哈林帕達納克蘇瑪空軍基地中，土地取得的問題因此變得複雜。目前尚不清楚空軍是否會釋放土地。
- 8月，國有企業部長麗妮·蘇馬爾諾表示，施工許可核准在經歷過早期的延誤後已運行順利。她相信施工可在一週內開始。
- 11月，所需土地中的82%已完成取得，但須等完全取得後才能取得銀行資金。[71]

#### 2017年
- 3月，項目因土地、資金和安全問題而遭遇停滯。其中包括印尼空軍不願釋放雅加達東南郊區，基地周圍49公頃的土地。[72]
- 4月，KCIC與承包商集團（High-Speed Railway Contractor Consortium，簡稱KSRCC）於2017年4月4日簽署雅加達-萬隆高鐵的工程、採購和施工（三者合稱EPC）合同。合同簽訂後即開始施工。[73]

#### 2018年
- 1月，《雅加達郵報》稱該項目工程“停滯不前”，印尼海事及投資協調部（英语：Coordinating Ministry for Maritime and Investment Affairs）部長Luhut Binsar Pandjaitan（英语：Luhut Binsar Pandjaitan）宣稱該進行審查，以確定雅加達和萬隆之間是否真的需要高鐵系統，因為“兩城市間只相距140多公里。”[74]
- 3月，據報導，印尼國家土地局和農業土地和空間規劃部懷疑高鐵項目在徵用1,800多塊土地時有管理不善情況。因此這些土地的使用許可的批准遭到推遲。[75]
- 4月，國有企業部長麗妮·蘇馬爾諾在北京訪問時表示，項目將在下個月（即5月）開工，她認為或能更早開工。她還預期徵地工作能在5月底前完成。[76]
- 7月，3起認為財產遭項目影響而求償的訴訟，獲得法院同意工程依舊可進行。KCIC表示項目的進展不受到訴訟的影響。中國國家開發銀行已在5月撥出1.7億美元款項，並預定在7月底前再撥付11億美元。[77]

#### 2019年
- 3月，隧道鑽挖機組件由中國運抵工地，並組裝完成。在工地KM3+600和KM5+800之間的雅加達-齊坎派克高速公路（英语：Jakarta-Cikampek Toll Road）下方開始挖掘。進度已完成13%。[78]
- 5月，瓦里尼隧道（Walini tunnel ，近加拉旺高鐵站）成為項目中第一條打通的隧道。包括國有企業部長和西爪哇省省長里德萬·卡米爾（英语：Ridwan Kamil）在內的許多部會首長均參與慶祝。根據國有企業部長的說法，進度已達17.5%，估計在當年底可達到59%，土地徵用進度幾乎達到100%。[79]里德萬·卡米爾則希望此項目能在2021年即開始營運。[80]
- 9月，工程進度達到32.8%，徵地進度達到99.0%。[81]
- 10月，工程進度達到38.2%。[82]

#### 2020年
到2020年2月中旬，工程進度達到44%，徵地進度達到99.96%。由於2019冠狀病毒病疫情的緣故，整個工程進度暫時停止，導致預定完工和開始營運日期均會延後。項目依照政府的健康和安全措施（例如保持社交距離）恢復施工，進度在3個月後達到48.3%。KCIC董事（Xin Xuezhong）在9月表示，施工進度達到60%，徵地工作已全部完成。

#### 2021年
- 4月，KCIC材料設備總經理表示，截至2021年3月，雅萬高鐵的施工進度已達70%，預計將於2022年底完工。[88]
- 11月，工程進度已達79%。[89]

#### 2022年
- 4月，西爪哇省省長里德萬·卡米爾表示雅萬高鐵預計可在今年11月啟用。[90]
- 根據《雅加達郵報》報導，KCIC總裁董事Dwiyana Slamet Riyadi表示依據第三方在2022年所做的審查，雅萬高鐵路線的每日需求人次為31,215，而2017年可行性研究中估計的每日需求人次為61,157，下降幅度接近一半。[91]
- 8月21日，1組高速動車組和1組綜合檢測列車在青岛港装船，于9月1日运抵雅加達港，这是该项目首批运抵的列车。项目预计2023年6月开通。[92][93]
- 11月9日，雅万高铁试验段（德卡鲁尔车站至4号梁场间13km线路）开始进行接触网热滑试验。[94]
- 11月16日，一列高速铁路综合检测车对雅万高铁德卡鲁尔车站至4号梁场间线路进行了全面检测[95]。
- 12月18日，帕达拉朗站以西的西万隆发生铺轨工程列车脱轨事故。一列DF4B型冲出铁轨末端，并与一辆铺轨车相撞。事故造成2人死亡，5人重伤，均为中国员工。警方和相关部门正在调查事故起因。[96]

#### 2023年
- 3月31日，雅万高铁全线轨道铺设完成。[97]
- 5月22日，雅万高铁正式开始联调联试。[9]
- 6月22日，雅万高铁联调联试综合检测列车运行时速首次达到350公里，标志着雅万高铁已达到设计速度标准，实现了联调联试阶段性任务目标。[9]
- 9月7日，雅萬高鐵開通試營運。[98][99]9月13日上午9时，印度尼西亚总统佐科搭乘雅万高铁。[100]
- 10月2日， 印尼总统佐科宣布雅万高铁正式启用。[14]
- 10月3日，帕达拉朗站連接万隆站（英语：Bandung railway station）的快線接駁服務（英语：KCJB Feeder Train）（KA Feeder KCJB）[61]啟用。
- 10月17日，雅万高铁正式开通运营。[101]

## 外部連結
- YouTube video NHK: China defeats Japan in high speed railway project in Indonesia （页面存档备份，存于）
- YouTube video VOA News: Fast and Furious: China, Japan Battle for High-Speed Rail (On Assignment) （页面存档备份，存于）